# 智利南美航空

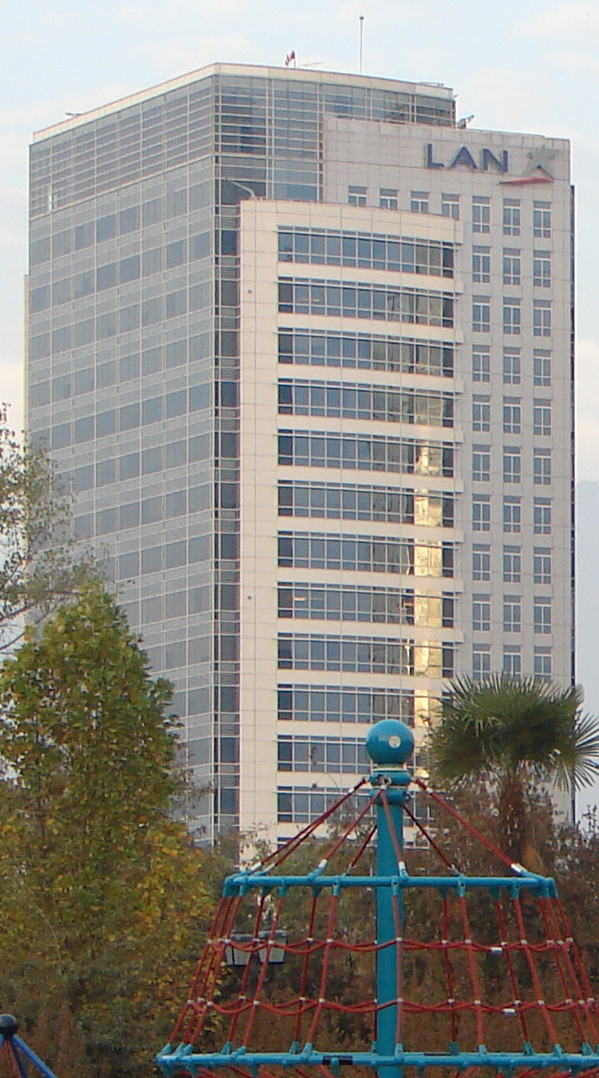
智利南美航空總部

智利國家航空標誌

智利南美航空（又称拉美航空；原名智利國家航空，簡稱）是智利的国家航空公司，隶属于2016年成立的南美航空集团。為南美洲最大的航空公司之一，提供往來智利與拉丁美洲、美國、加勒比地區、歐洲以及大洋洲的國際航線。總部位於智利首都聖地亞哥。
智利南美航空的基地位於智利首都聖地亞哥的阿图罗·梅里诺·贝尼特斯准将国际机场。同時，阿根廷布宜諾斯艾利斯的埃塞薩皮斯塔里尼部長國際機場，厄瓜多爾首都基多的蘇克雷元帥國際機場，瓜亚基尔的何塞·華金·德奧爾梅多國際機場，秘魯首都利馬的豪爾赫·查韋斯國際機場和美國佛羅里達邁阿密的邁阿密國際機場也是其主要的轉運機場。

## 歷史

### 智利国家航空时期

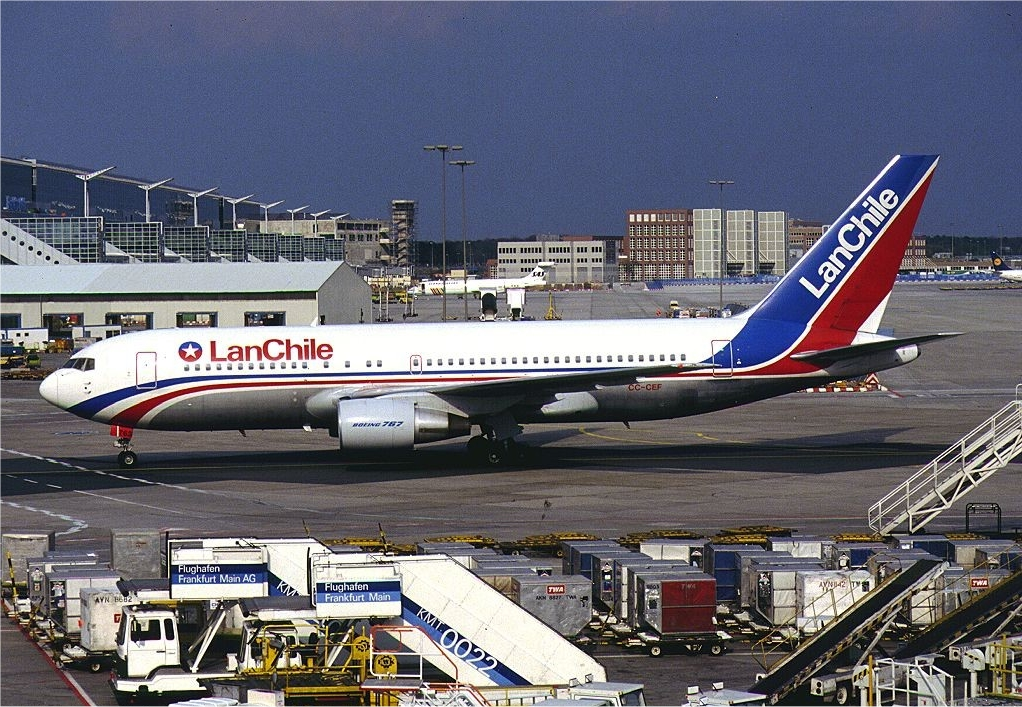
1994年智利國家航空的波音767-200ER在法蘭克福

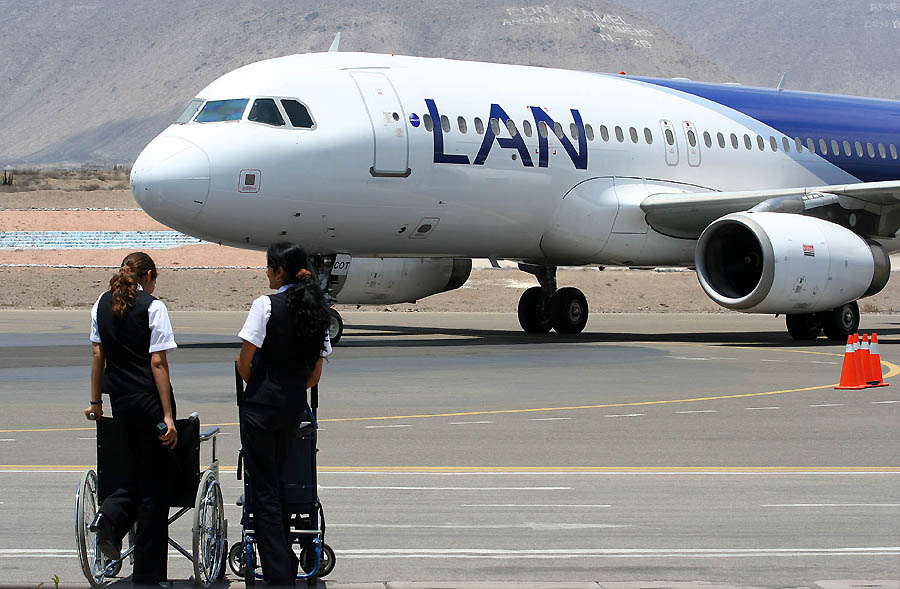
A320-200（CC-COT）與地勤職員在Arequipa機場合照

智利國家航空由智利空軍總司令阿图罗·梅里诺·贝尼特斯（Arturo Merino Benítez）創辦，於1929年3月5日開始以Línea Aeropostal Santiago-Arica（聖地亞哥-阿里卡郵政航空）的名義運作，並於1932年改名為Línea Aérea Nacional de Chile（意為智利國家航空公司，簡寫為LAN Chile），最初使用德哈維蘭蛾型飛機。1936年，2架波泰56型加入智利航空機隊，兩年後智利航空又引進四架容克斯Ju 86。但由於二戰爆發，容克飛機的引擎難以更新，故智利航空用洛克希德伊萊克特拉型取代容克86，從此開始引進美國製飛機。道格拉斯DC-3也於1945年加入智利國家航空。
1945年8月23日，智利國家航空加盟當時成立不久的國際航空運輸協會，次年開通飛往布宜諾斯艾利斯的國際航線，又於1947年開通飛往蓬塔阿雷纳斯的班機。1954年12月，智利國家航空首次飛往秘魯利馬。1956年12月22日，智利國家航空的一架道格拉斯DC-6首次飛越南極，此後智利國家航空所有的DC-6機身上都寫有“Primeros sobre la Antártica”（首個飛越南極）字樣，兩年後智利國家航空亦用DC-6開航邁阿密。
智利國家航空於1963年購入3架卡拉維爾客機，進入噴射機時代。這三架客機用於飛往邁阿密、瓜亞基爾、利馬、巴拿馬城的航班以及智利的一些國內航線。1966年，智利國家航空向漢莎航空購入一架波音707，用其開通北美、歐洲及大洋洲的更多航點。1967年4月15日，智利國家航空開航紐約約翰·甘迺迪國際機場，同年又開航復活節島。次年，智利國家航空的復活節島航線延伸至帕皮提，1974年更是延至斐濟。1967年10月，智利國家航空一架卡拉維爾客機在利馬豪爾赫·查韋斯機場使用ILS降落，這是儀錶著陸系統在南美的首次使用。
1969年，智利國家航空使用波音727開航里约热内卢、亚松森和卡利。翌年，智利國家航空引進更多波音707之後開通其第一批跨大西洋航線，飛往马德里－巴拉哈斯机场、法蘭克福國際機場和巴黎－奥利机场。智利國家航空亦在1970年將由聖地亞哥始發的航班全部轉往阿图罗·梅里诺·贝尼特斯准将国际机场。1974年，智利國家航空的一架波音707由蓬塔阿雷納斯飛往悉尼，完成了南美洲與澳大利亞之間的首個跨極地不停站航班。
1980年，智利國家航空將波音737-200投入國內航線，以取代波音727。此外，麥道DC-10成為智利國家航空使用的第一款寬體客機，用於飛往洛杉磯、紐約、邁阿密的航班。智利國家航空的維修設施也轉往阿图罗·梅里诺·贝尼特斯准将国际机场。
1986年，智利國家航空引進波音767-200ER以取代DC-10。兩年後，智利國家航空更向愛爾蘭航空租借一架波音747，用於當年夏季的智利-美國航線。1989年9月，智利政府把LAN Chile私營化，把大部分股份出售予及北歐航空。
1995年8月11日，智利反壟斷組織獲智利第二大航空公司Ladeco的控制權。1998年10月，LAN Chlie把Fast Air及Ladeco合併。
2004年3月，智利国家航空與其附屬公司LAN Perú、LAN Ecuador、LAN Dominicana及LANExpress統一為LAN（Linea Aerea Nacional）品牌，並於6月17日改名為LAN Airlines（代表Latin American Network Airlines）。2005年中，LAN在阿根廷開辦其改組後首間附屬公司LAN Argentina，營運由布宜諾斯艾利斯出發的國內及國際航班，使之成為繼阿根廷航空及Austral後，阿根廷的第三大航空營運商。
2010年8月16日，智利國家航空以37億美元的純股票交易收購巴西天馬航空，以前者為主體成立的南美航空集團（LATAM Airlines Group）將成為拉丁美洲頂尖的航空集團。新公司的合併營收可達85億美元，每年能節省約4億美元的費用，未來將有200架飛機對23個國家的115個據點提供飛航服務。
智利國家航空共有僱員11,173人，其附屬公司及股份如下：
- LAN Chile Cargo（99.4%）
- LAN Express（99.4%）
- ABSA - Aerolinhas Brasileiras（73.3%）
- LAN Perú（70%）
- LAN Dominicana（49%）
- LAN Ecuador（45%）
- LAN Argentina（49%）
- MasAir（39.5%）
- 西佛羅里達國際航空（25%）

2006年8月1日，智利国家航空把頭等及商務客艙合併為豪華商務艙（Premium Business）
在2008年，智利国家航空獲選為全球第三最佳航空公司及全南美洲最佳航空公司。

### 南美航空时期
2015年8月6日，智利国家航空及巴西天马航空的母公司——南美航空集团将旗下两大公司的运营整合在一个统一的品牌——南美航空下运营，同时公布了公司新的标志；而南美航空的新标志代表了一种风格化的南美洲大陆，颜色则以靛蓝和珊瑚色作为新标志的主要色彩，公司名称以白色粗体字显示。靛蓝是介于红色和蓝色之间，而红色和蓝色正是巴西天马航空和智利国家航空的主要色彩。珊瑚色象征着新品牌的两大本质属性：活力和激情。整个机队的推广以及员工制服、机场的品牌更换等则需要约3年的时间。短期内巴西天马航空及智利国家航空仍将以独立的公司进行运营。
2016年的4月，南美航空集团正式公佈整合後的新涂裝。
2019年9月27日，隨著達美航空向南美航空注資，智利南美航空宣佈退出寰宇一家。2020年，受COVID-19疫情影響，南美航空申请破产保护。同年1月31日，母公司LATAM宣布将于5月1日离开寰宇一家。

## 代碼共享
除南美航空集團轄下航空公司外，智利南美航空與以下航空公司實施代碼共享：
- 墨西哥航空
- 中國國際航空
- 阿拉斯加航空
- 英國航空
- 芬蘭航空
- 西班牙國家航空
- 日本航空
- 捷星航空
- 大韓航空
- 馬來西亞航空
- 澳洲航空
- 卡塔爾航空
- 國泰航空
- 西捷航空

## 航點
智利國家航空洲際航線目的地包括多倫多、紐約、墨西哥城、馬德里、悉尼、法蘭克福、洛杉磯、邁阿密、奧克蘭、哈瓦那、巴比提、蓬塔卡纳、復活节島。
當中聖地亞哥經奧克蘭至悉尼的航班是由南美洲往來大洋洲的最頻密的航線。

## 機隊

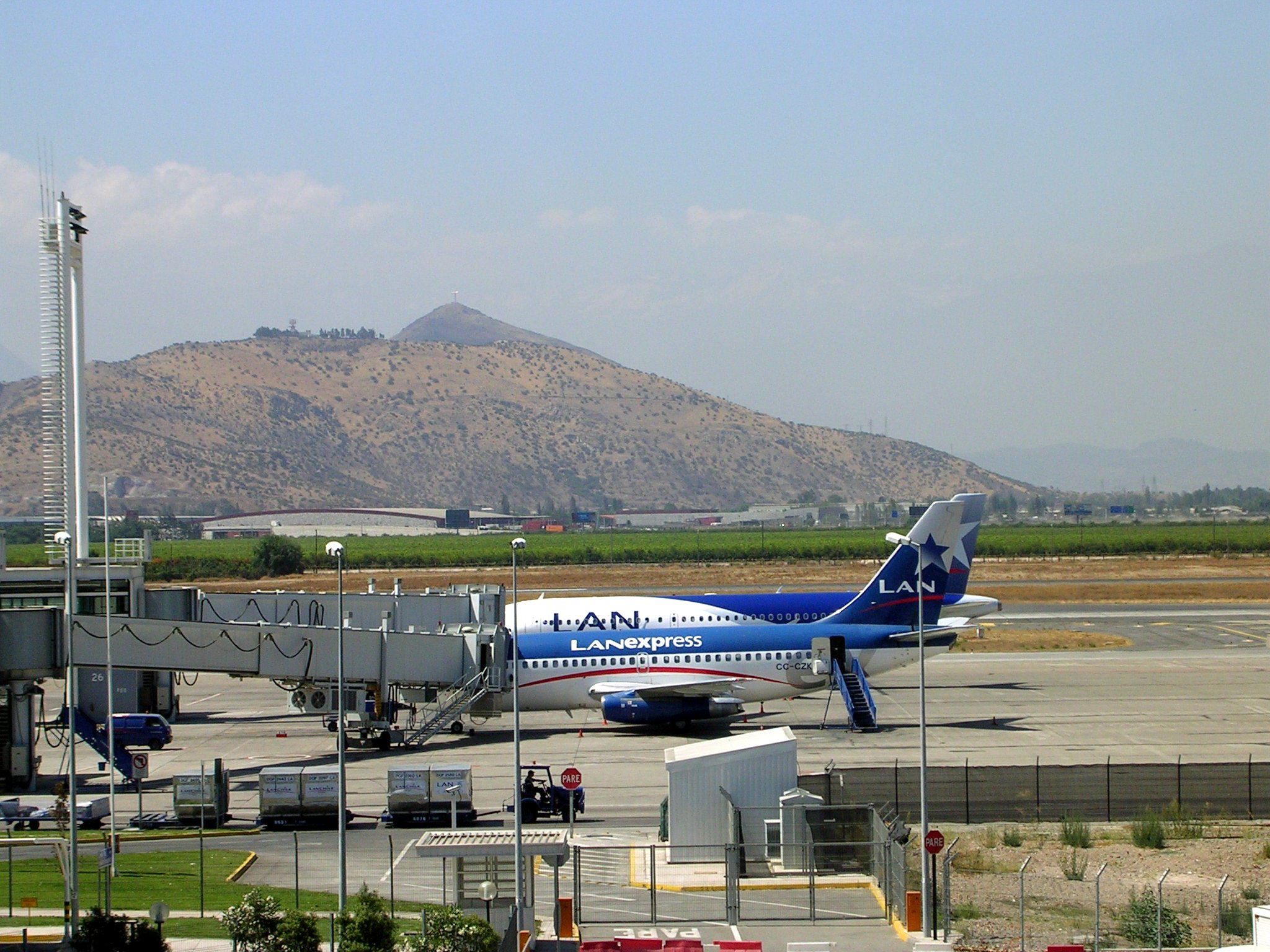
LAN and LANExpress客機於聖地亞哥機場

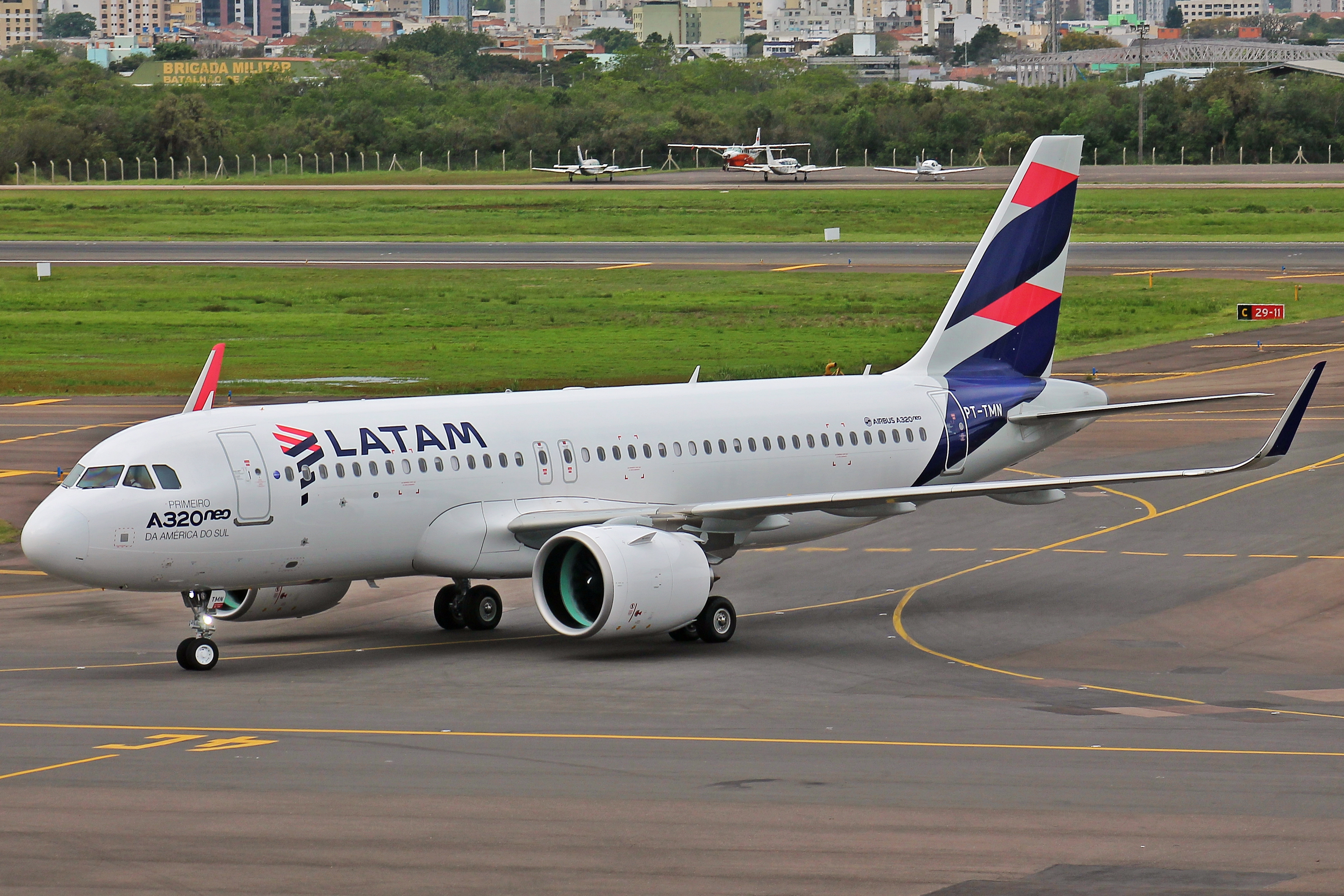
智利國家航空的空中巴士A320neo

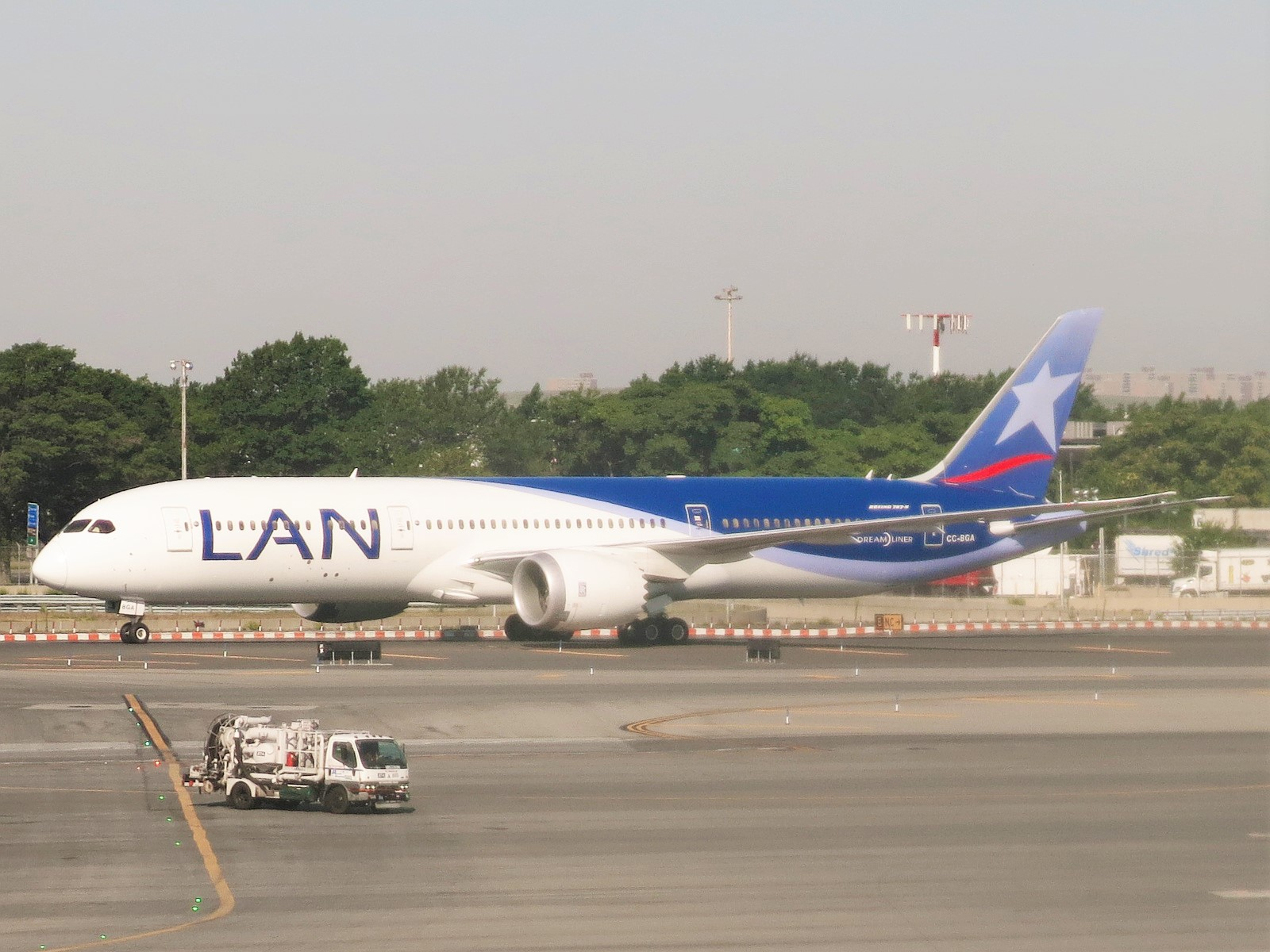
智利國家航空的波音787-9

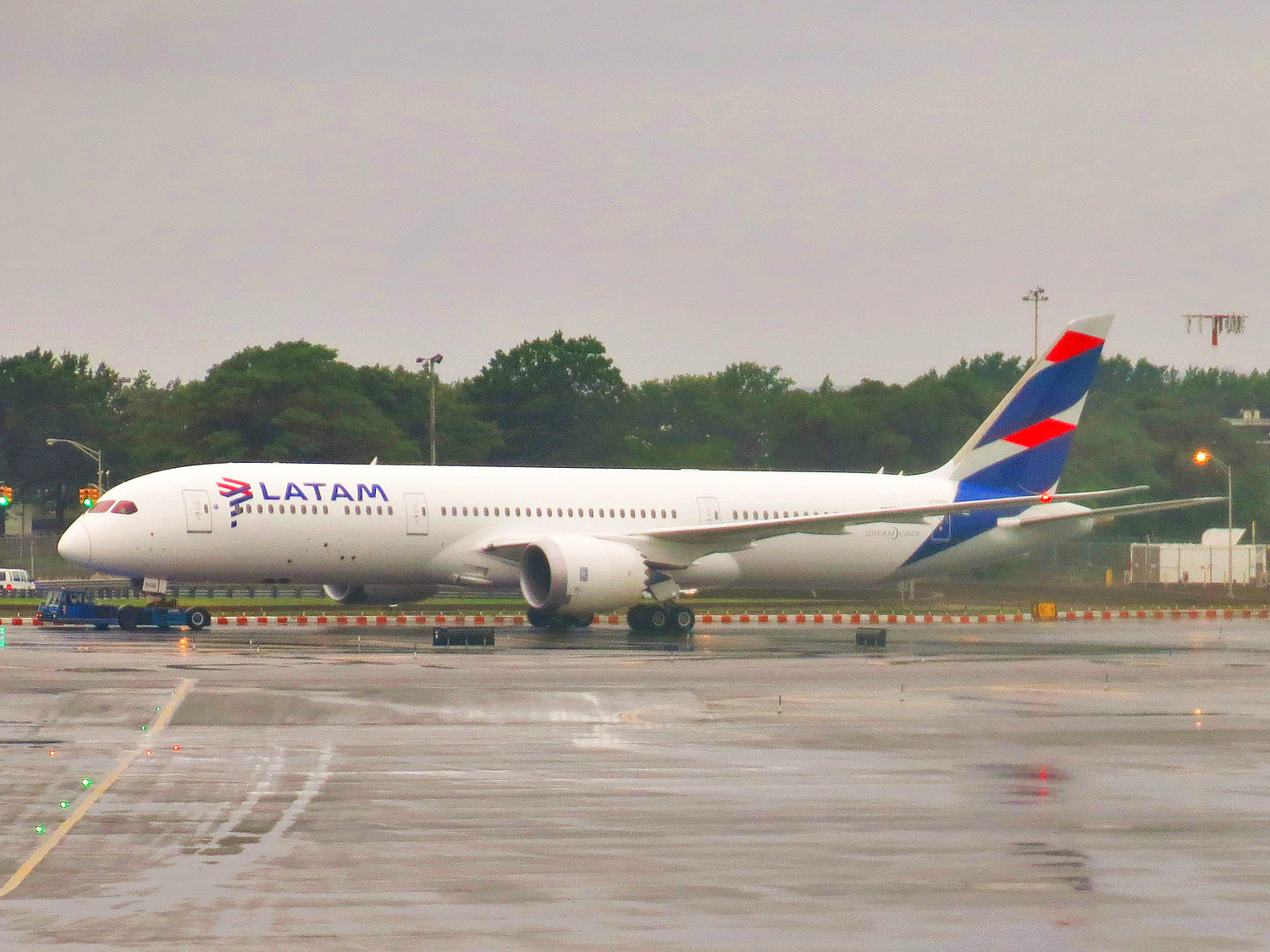
使用新塗裝的智利LATAM航空波音787-9型客機

截至2017年12月，智利南美航空的機隊如下：

智利南美國家航空成為配普惠PW6000引擎的A318客機的始發用戶，其A319、A320客機則配用國際航空發動機公司（IAE）V2500系列引擎。此外，亦把旗下的波音767機翻新，包括在商務艙加設可180度平放的臥式床座椅及私人電視。
2007年底，智利國家航空宣布購置波音777作為貨機機隊。2008年5月，波音737-200客機正式從智利國家航空中退役，並由A320系列取代。智利國家航空亦有計劃購買波音787，取代A340飛行奧克蘭、悉尼、歐洲航線。截至2010年10月31日，智利國家航空機隊的平均機齡是5.6年。

## 意外及事故
- 1969年12月5日，一架DC-3飛機在Puerto-Montt/El Tepual機場路道滑行500米，爬升至10米後突然向右傾側，使得機翼擦地並在起落架已收起的狀態下迫降。
- 1972年5月25日，一架波音727客機，在巴拿馬城起飛後1小時18分鐘，一枚自製水管式炸彈發生爆炸，做成急劇性減壓，最後在牙買加蒙特哥灣成功緊急降落。
- 1987年8月4日，一架波音737-200客機在降落Calama/El Loa機場時墜毀，機鼻起落架折斷，全機斷為兩截，並在30分鐘後起火，全機嚴重焚毀，1人死亡。
- 1991年2月19日，一架BAe146-200型客機（編號CC-CET，前編號為N403XV）在智利南部的比帕圖·威廉斯機場降落時衝出跑道墜進海中，66名乘客中，有20人死亡。
- 2016年11月11日，一架從聖地牙哥飛往智利南部城市蓬塔阿雷纳斯的飛機接獲炸彈威脅，折返首都聖地牙哥並緊急降落。

## 外部連結
- LAN Airlines官方網站 （页面存档备份，存于）
- Lan Airlines在YouTube的用戶頁 （页面存档备份，存于）
- 有關LAN Airpasses